# Milton Manufacturing Company
Milton Manufacturing Company war ein US-amerikanischer Hersteller von Automobilen.

## Unternehmensgeschichte
Das Unternehmen hatte seinen Sitz an der East First Street 610 in Los Angeles in Kalifornien. Charles Milton leitete es. Er stellte 1914 einige Automobile her. Der Markenname lautete Milton. 1915 existierte das Unternehmen bereits nicht mehr.

## Fahrzeuge
Zu der damaligen Zeit gab es in den USA viele kleine Hersteller, die versuchten, in den boomenden Cyclecar-Markt einzusteigen. Es ist nicht bekannt, ob der Milton auch ein Cyclecar war.